# Ina Boudier-Bakker
Klaziena (Ina) Boudier-Bakker (n. 15 aprilie 1875, Amsterdam, Țările de Jos – d. 26 decembrie 1966, Amsterdam, Țările de Jos) a fost o romancieră neerlandeză. Cartea sa mai cunoscută este De klop op de deur (Cineva bate la ușă), scrisă în 1930.

## Biografie
La vârsta de 27 de ani, Ina Bakker s-a căsătorit cu Henry Boudier, director al PTT. Din cauza sarcinilor lui de serviciu ei s-au mutat cu regularitate – au trăit, de exemplu, în Utrecht, Vianen, Aerdenhout și Groningen. În 1929 s-au întors la Utrecht.
În 1902 ea a debutat cu nuvela Machten (Puteri), dar a ocupat un loc printre marii scriitori neerlandezi cu romanul Armoede (Sărăcie), pe care l-a scris la Utrecht, între 1907 și 1909. Tot la Utrecht a scris cea mai cunoscută carte, De klop op de deur (Cei care bat la ușă), în 1930. Aceasta a fost adaptată pentru televiziune în 1970. În timpul celui de-al Doilea Război Mondial a scris o poezie despre fiecare act de terorism; la scurt timp după război, ea a recitat aceste poezii.
După război viața lui Boudier-Bakker a fost influențată de boala soțului ei și a ei și de moartea soțului ei, în 1952. Fără să fie tulburată, ea a scris mai multe cărți, printre care Finale (1957), care a devenit un mare succes. În 1963 Boudier-Bakker a primit premiul Tollensprijs pentru întreaga operă.

## Activitatea literară
Atunci când vasta sa operă trebuia să fie clasificată, ea a fost descrisă cu eticheta puțin respectuoasă „realism de cameră” sau „roman pentru femei”. Acest din urmă tip a fost introdus de criticul Menno ter Braak pentru cărțile publicate în ultimele zile ale naturalismului și care au fost, de obicei, scrise de autori de sex feminin. În aceste cărți, cele mai pronunțate caracteristici naturaliste erau atât de slabe, încât rămâneau romane realiste, ușor de citit, despre soarta unor familii. O mare atenție a fost acordată descrierilor detaliate ample și digresiunilor psihologice. Ina Boudier-Bakker a fost, luând în considerare porecla de „Regina romanului neerlandez pentru femei”, o maestră în acest domeniu.
Deși cărțile ei sunt foarte citite, aprecierea publicului nu a fost împărtășită de către critici. Despre De Klop op de Deur (Cineva bate la ușă) revista De Gids (Ghidul, o revistă culturală și literară neerlandeză) a publicat în glumă cel mai scurt comentariu: „nu o deschideți!”. Menno ter Braak a criticat puternic „camera de zi comodă a romanului psihologic”. În 1935 el a deteriorat reputația Inei Boudier-Bakker, acuzând-o de plagiat în romanul Vrouw Jacob. În prezent, opera sa nu este foarte apreciată – un istoric literar  contemporan a calificat-o ca fiind „la fel de abundentă ca și uniformă”.

## Scrieri
- „Najaar”, Nederland (1899) iunie (debut)
- „Avond”, Van eigen bodem (suplimentul revistei Elsevier's Geïllustreerd Maandschrift (Elsevier's Illustrated Monthly)) (1899) august
- Oom Sam's misrekening (sub pseudonimul I. B.) (seria Voor den coupé) (Bruna, 1899)
- Van Amsterdam naar Londen (sub pseudonimul I. B.) (seria Voor den coupé) (Bruna, 1900)
- Machten (nuvele) (1902)
- Het beloofde land (roman) (1903)
- Verleden. Dramă în trei acte (1903)
- Wat komen zal (roman) (1904)
- Kinderen (nuvele, printre acestea „Inkt” și „Pa's kinderen”) (1905)
- Grenzen (roman) (1907)
- Zorgen (nuvele) (1907)
- Het hoogste recht. Piesă de teatru în patru acte (1907)
- Armoede (novel) (1909)
- Een dorre plant (1909)
- Bloesem (nuvele) (1912)
- Novellen voor de jeugd (1913)
- De ongeweten dingen (nuvele) (1915)
- Het spiegeltje (roman) (1917)
- Aan den overkant (roman) (1920)
- De moderne vrouw en haar tekort (broșură) (1921)
- In de engte (nuvele) (1922)
- Blijde geboorte. O colecție de povești de Crăciun (1923)
- De straat (roman) (1924)
- De moeders (nuvelă) (1925)
- Dans (nuvelă) (1926)
- Springvloed. Piesă de teatru în trei acte cu un prolog (1926)
- Twee voeten (roman) (1928)
- Tooverlantaarn (nuvele) (1928/29)
- De klop op de deur. Romanul unei familii din Amsterdam (1930), disponibil pe DBNL
- De verschijningen der menschenziel in het sprookje (1932)
- Het kind in den strijd met leugen en vrees (1932)
- Saraï (1933)
- Vrouw Jacob (roman) (1935)
- Paul (1936)
- Ester. Play (1938)
- Aan den grooten weg (1939)
- Uren met Andersen (1940)
- Dierentuin (1941)
- Geeft Acht! Versuri din anii războiului 1940–45 (1945)
- Goud uit stro. Romanul unei familii din Amsterdam în anii 1830–1831 (1950)
- Heiligdom van 't hart (1951)
- De wekker (1952)
- Vier grote Oranjes. O schiță de personaj (1954)
- Kleine kruisvaart (1955)
- Altijd elders (1956)
- Finale (1957)
- De eeuwige andere (1959)
- Momenten (1961)
- Honger (1962)
- Boeket uit het werk van Ina Boudier-Bakker (antologie) (1965)
- Uit de kartonnen doos (1967)
- Met de tanden op elkaar. Dagboeknotities '40–'45, ed. Hans Edinga (1975); ediție nouă: Zo doods en stil en donker. Oorlogsdagboek 1940–1945, ed. Rémon van Gemeren (2013)